# Leo Varadkar
Leo Varadkar (n. 18 ianuarie 1979, Dublin, Irlanda) este un politician și om de afaceri irlandez, cu rădăcini indiene, liderul partidului democrat creștin Fine Gael din iunie 2017, fiind ales în urma demisiei din această funcție a primului ministru Enda Kenny. Potrivit acordului de coaliție din 2020, Varadkar a preluat din nou, din decembrie 2022, funcția de prim-ministru (Taoiseach) al Irlandei, după ce a mai îndeplinit această funcție în anii 2017-2020. 
El este membru al Parlamentului (Teachta Dála) începând din anul 2007 din partea circumscripției Dublin West. A îndeplinit în trecut funcția de ministru al transporturilor (2011-2014), ministru al sănătății (2014-2016) și ministru al asistenței sociale (2016-2017). 
Varadkar este de meserie medic și în viața particulară - homosexual. 

## Biografie
Leo Varadkar s-a născut în 1979 la Dublin, având un tată indian, Ashok Varadkar, medic originar din Mumbai, și imigrat în anii 1960, și o mamă irlandeză. Myriam, originară din Dungarvan și de profesie soră medicală. Leo Varadkar este cel mai mic și unicul băiat dinte cei trei copii ai familiei.
Un timp, înaintea nașterii sale, părinții și sora sa mai mare au trăit pentru scurtă vreme în India. În 1973 s-au întors în Irlanda. 
El a studiat la St Francis Xaver National School din Blanchardstown, apoi a urmat liceul internat King's Hospital din Palmerstown la, aflat sub auspiciile Bisericii Irlandei (anglicană). Încă la liceu s-a alăturat organizației de tineret a partidului Fine Gael. Un timp a fost vicepreședinte al Tineretului Partidului Popular European. Până în 2003 Varadkar a studiat medicina la Trinity College din Dublin. A urmat un stagiu de câțiva ani la Spitalul St.James și la Spitalul Connoly înainte de a fi autorizat ca medic generalist în anul 2010.
În anul 2004 a fost ales în consiliul local al provinciei Fingal și a servit drept viceprimar înaintea alegerii sale ca deputat in Parlamentul Irlandei, Dáil Éireann. S-a afirmat curând în cadrul partidului Fine Gael devenind purtător de cuvânt al partidului în materie de afaceri, comerț și plasarea brațelor de muncă. Din 2010 a devenit purtător de cuvânt în materie de comunicații, energie și resursele naturale. 
După formarea guvernului de coaliție din martie 2011, Varadkar a fost numit ministru al transporturilor, turismului și sportului. După remanierea cabinetului în anul 2014 a fost numit ministru al sănătății. În aceasta perioadă s-a făcut cunoscut ca cel dintâi homosexual declarat funcționând ca ministru în Irlanda.
După alcătuirea guvernului minoritar al partidului Fine Gael în mai 2016, Varadkar a fost numit ministru al Asistenței Sociale. 
După demisia premierului Enda Kenny de la președinția partidului în mai 2017, Varadkar și-a anunțat candidatura la acest post. la 2 iunie 2017 el a câștigat confruntarea cu ministrul locuințelor, Simon Coveney,  devenind liderul partidului Fine Gael cu 51 din cele 73 voturi ale fracțiunii parlamentare.
Varadkar are un partener de viață, Matthew Barrett, de profesie medic.